# La difunta
La difunta es un sainete de Miguel de Unamuno, en un acto, escrito en 1909 y estrenada el 27 de febrero de 1910.

## Argumento
Fernando es un hombre maduro, catedrático, que acaba de enviudar de Leonor hace cuatro meses. El único consuelo para él es la presencia de Ramona, su asistente, parecida físicamente a la difunta y con la que acaba contrayendo matrimonio.

## Representaciones destacadas
- Teatro de la Comedia, Madrid, 1910. Estreno.
  - Intérpretes: José Santiago (Fernando), Leocadia Alba.

- Teatro María Guerrero, Madrid, 1962.
  - Dirección: José Luis Alonso.
  - Intérpretes: Antonio Ferrandis (Fernando), Lola Cardona (Ramona), Guadalupe Muñoz Sampedro (Doña Engracia), Alfredo Landa (Marcelo).

- Televisión, Siete piezas cortas, TVE, 1972.
  - Dirección: Jaime Azpilicueta.
  - Intérpretes: Ismael Merlo (Fernando), Vicky Lagos (Ramona), Cándida Losada (Doña Engracia), Vicente Haro (Marcelo).

- Televisión, Teatro breve, TVE, 1980.
  - Dirección: Francisco Montoliu.
  - Intérpretes: Fernando Delgado (Fernando), Carmen Roldán (Ramona), Mimí Muñoz (Doña Engracia), Vicente Cuesta (Marcelo).

- Real Coliseo Carlos III, Madrid.
  - Intérpretes: Pablo Sanz, Asunción Villamil.